# کریستیان شوبه
کریستیان شوبه (فرانسوی: Christian Chaubet‎؛ زادهٔ ۱۹ ژوئیهٔ ۱۹۶۱) دوچرخه‌سوار اهل فرانسه است.